# Apiogaster meridionalis
Apiogaster meridionalis là một loài bọ cánh cứng trong họ Cerambycidae.